# Bertil Swedenborg
Knut Bertil Jesper Swedenborg, född 21 november 1881 i Vassända-Naglums församling, Älvsborgs län, död 9 februari 1955 i Myckleby församling, Göteborgs och Bohus län, var en svensk väg- och vattenbyggnadsingenjör.
Swedenborg, som var son till godsägare Axel Swedenborg och Elisabet Ahlgren, utexaminerades från Chalmers tekniska läroanstalt 1905. Han var biträdande stadsingenjör i Varbergs stad 1907–1911, stads- och hamningenjör i Strömstads stad 1912–1916, i Lidköpings stad 1917–1919 och byggnadschef i Borås stad 1920–1946. Han var ledamot av lasarettsdirektionen och styrelsen för systembolaget i Strömstad 1913–1917.
Han var riddare av Vasaorden.